# Tom Johnstone
Tom Johnstone, född 1955 i Glasgow, är en brittisk företagsledare verksam i Sverige.
Johnstone är utbildad vid University of Glasgow, där han tog en Master of Arts-examen. Han anställdes 1977 hos SKF som säljare i SKF:s brittiska dotterbolag, blev 1996 chef för SKF:s näst största division, Automotive Division, och blev 1999 vice vd i koncernen. Han var verkställande direktör och koncernchef för SKF från den 1 januari 2003 fram till den 1 januari 2015 då han gick i pension från SKF-koncernen.
2008 tilldelades Tom Johnstone Nordstjärneorden av kommendörs grad för sina insatser för Sverige och svenska intressen. Vid nyåret 2015 utnämnde den brittiska drottningen Johnstone till Commander of the Order of the British Empire, (CBE). Han invaldes 2015 som ledamot av Kungliga Ingenjörsvetenskapsakademien.
Tom Johnstone är gift, har tre barn och är bosatt i Göteborg.

## Webbkällor
- SKF Board of Directors. Läst 4 december 2010.
- Tom Johnstone tar plats på vd-stolen, Svenska Dagbladet 2003-01-29. Läst 4 december 2010.
- "SKF:s VD slutar", artikel från Stockholm TT, Svenska Dagbladet 2014-08-21. Läst 23 augusti 2014.
- Nordstjärneorden till Tom Johnstone, Evolution Online, 2008-11-26. Läst 23 augusti 2014.